# Cabillus tongarevae
Cabillus tongarevae és una espècie de peix de la família dels gòbids i de l'ordre dels perciformes.

## Morfologia
- Els mascles poden assolir 2,7 cm de longitud total.[4][5]

## Hàbitat
És un peix marí, de clima tropical i associat als esculls de corall.

## Distribució geogràfica
Es troba a Austràlia, Txagos, les Illes Cook, Guam, Hawaii, el Japó, Kiribati, les Maldives, les Illes Marshall, Maurici, Nova Caledònia, Reunió, les Seychelles i Tonga.

## Observacions
És inofensiu per als humans.